# Gioia Marzocca
Gioia Marzocca (ur. 22 czerwca 1979 w Lecco) – włoska szablistka, wielokrotna medalistka mistrzostw świata i Europy.
Podczas mistrzostw świata w Budapeszcie w 2000 roku Włoszki w składzie: Ilaria Bianco, Gioia Marzocca, Alessia Tognolli i Anna Ferraro zdobyły srebrny medal w turnieju drużynowym. Na rozgrywanych rok później mistrzostwach świata w Nîmes zdobyła brązowy medal indywidualnie; wyprzedziły ją jedynie Francuzka Anne-Lise Touya i Ilario Bianco. Następnie zdobyła złoto drużynowo i brąz indywidualnie na mistrzostwach świata w Hawanie w 2003 roku. Ponadto była trzecia w rywalizacji indywidualnej na mistrzostwach świata w Petersburgu w 2007 roku, plasując się za Rosjanką Jeleną Nieczajewą i Chinką Tan Xue.
Wystartowała na igrzyskach olimpijskich w Atenach w 2004 roku, zajmując dziesiąte miejsce w turnieju indywidualnym. Na rozgrywanych cztery lata później igrzyskach olimpijskich w Pekinie zajęła 22. miejsce. Brała też udział w igrzyskach olimpijskich w Londynie w 2012 roku, gdzie była dziewiąta.
Zdobyła brązowe medale indywidualnie i drużynowo na mistrzostwach Europy w Funchal. W zawodach drużynowych zdobyła też złoto na mistrzostwach Europy w Sheffield (2011), srebro na mistrzostwach Europy w Koblencji (2001) oraz brąz na mistrzostwach Europy w Lipsku (2010) i mistrzostwach Europy w Legnano (2012). Wywalczyła także brązowy medal indywidualnie na mistrzostwach Europy w Zalaegerszeg (2005).
Zdobyła również dwa brązowe medale uniwersjady w Pekinie (2001).